# آلودگی هوا

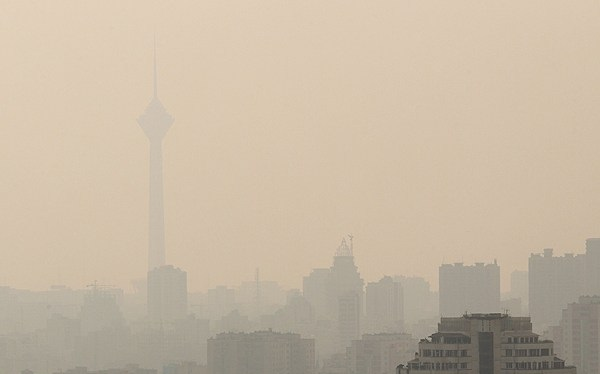
آلودگی هوا در ایران

آلودگی هوا ناشی از پخت کک

آلودگی هوا زمانی اتفاق می‌افتد که حجم زیادی از ذرات یا مواد زیان‌آور از قبیل گازها، ذرات و زیست‌مولکول‌ها وارد اتمسفر کرهٔ زمین شود. آلودگی هوا مخلوطی از ذرات معلق و گازهایی است که غلظت آن به محدوده مضر برای انسان رسیده‌است که می‌تواند هم در داخل ساختمان و هم در خارج ساختمان باشد. آلودگی هوای درون ساختمان به دلیل سوزاندن منابع سوخت جامد - مانند هیزم، ضایعات محصولات کشاورزی و سرگین - برای پخت‌وپز و گرمایش ایجاد می‌شود. سوزاندن چنین سوخت‌هایی، به ویژه در خانوارهای فقیر، می‌تواند سبب آلودگی هوا و در نتیجه بیماری‌های تنفسی گردد که می‌تواند باعث مرگ زودرس افراد شود. سازمان جهانی بهداشت آلودگی هوای داخل ساختمان را «بزرگ‌ترین خطر بهداشت محیطی در جهان» نامیده‌است. آلودگی هوای بیرون ساختمان عامل افزایش چندین علت اصلی مرگ‌ومیر در جهان، از جمله سکته مغزی، بیماری‌های قلبی، سرطان ریه و بیماری‌های تنفسی، مانند آسم است.
آلودگی هوا می‌تواند باعث افزایش بیماری‌ها در انسان یا گرمایش کرهٔ زمین گردد. بر اساس گزارشی از سازمان جهانی بهداشت، آلودگی هوا در سال ۲۰۱۲ باعث مرگ هفت میلیون انسان در سراسر جهان شده‌است. مقداری از آلودگی هوا از منابع طبیعی مانند فعالیت آتشفشان‌ها، و بیشتر آن ناشی از فعالیت‌های انسانی مانند سوزاندن سوخت‌های فسیلی یا فعالیت‌های کشاورزی می‌باشد.
برآورد می‌شود که کاهش بهره‌وری و کاهش کیفیت زندگی ناشی از آلودگی هوا سالانه ۵ تریلیون دلار برای اقتصاد جهان هزینه دربردارد، و در کنار تأثیرات منفی بر روی سلامتی و افزایش مرگ و میر، یکی از عوارض جانبی نظام اقتصادی معاصر و بیشتر فعالیت‌های انسانی محسوب می‌شود، اگرچه گاهی به‌طور نسبی کنترل و نظارت می‌شود. فناوری‌ها و استراتژی‌های مختلفی برای کاهش آلودگی هوا وجود دارد. برای کاهش اثرات آلودگی هوا، قوانین و مقررات بین‌المللی و ملی اجرا می‌شود. قوانین محلی، در مواردی که به خوبی اجرا می‌شوند، سبب بهبود سلامت عمومی شده‌اند. در سطح بین‌المللی، برخی از این تلاش‌ها موفقیت‌آمیز بوده‌اند - برای مثال پیمان مونترال در کاهش انتشار مواد شیمیایی مخرب لایه اوزون یا پیمان ۱۹۸۵ هلسینکی در کاهش انتشار گوگرد موفقیت‌آمیز بوده‌اند، در حالی که تلاش‌های دیگری مانند اقدام بین‌المللی در مورد تغییرات آب و هوا تاکنون موفقیت کمی کسب کرده‌اند.

## آلاینده‌ها

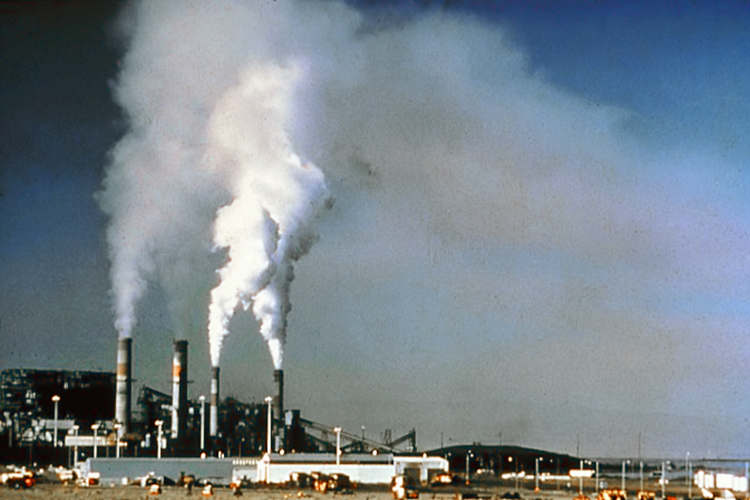
پیش از نصب فیلتر گوگرد دی‌اکسید، مقادیر زیادی گوگرد دی‌اکسید به هوا از این نیروگاه در نیومکزیکو وارد می‌شد.

آلاینده ماده‌ای در هوا است که می‌تواند بر روی انسان و اکوسیستم اثرات منفی بگذارد. این ماده می‌تواند ذرات جامد، قطره‌های مایع، یا گاز باشد. آلاینده می‌تواند منبع طبیعی داشته یا ساخته دست انسان باشد. آلاینده‌ها به دسته‌های اولیه و ثانویه تقسیم می‌شوند. آلاینده‌های اولیه معمولاً توسط فرایندها ساخته می‌شوند، مانند خاکستر تولید شده توسط آتشفشان. گاز کربن مونواکسید (CO) خارج شده از اگزوز موتورهای وسایل نقلیه یا گوگرد دی‌اکسید (SO2) خارج شده از دودکش کارخانه‌ها، مثال‌هایی دیگر از آلاینده‌های اولیه هستند.
آلاینده‌های ثانویه مستقیماً منتشر نمی‌شوند، بلکه این آلاینده‌ها زمانی شکل می‌گیرند که آلاینده‌های اولیه در هوا با دیگر ترکیب‌ها واکنش نشان دهند. اُزُن سطح زمین نمونهٔ مهمی از آلاینده‌های ثانویه است.
برخی آلاینده‌ها هم آلاینده اولیه و هم آلاینده ثانویه محسوب می‌شوند. این آلاینده‌ها علاوه بر اینکه مستقیماً منتشر می‌شوند، بعدها با دیگر ترکیب‌ها نیز واکنش می‌دهند و باعث نوعی آلودگی دیگر می‌شوند.
مهم‌ترین آلاینده‌هایی که از طریق فعالیت‌های انسانی تولید می‌شوند، شامل این موارد می‌شود:
- کربن دی‌اکسید (CO2) - این گاز به دلیل نقش گاز گلخانه ای خود به عنوان «اصلی‌ترین آلاینده هوا»[۱۲] و «بدترین آلاینده آب و هوا»[۱۳] شناخته می‌شود. کربن دی‌اکسید یک ترکیب طبیعی هوا است که وجود آن برای زندگی گیاهان و درخت‌ها ضروری است و توسط دستگاه تنفس انسان نیز ساخته می‌شود.[۱۴] امروزه غلظت گاز کربن دی‌اکسید در اتمسفر برابر ۴۴۵ جزء در میلیون (ppm) است که در دوران قبل از انقلاب صنعتی این مقدار برابر 280 ppm بوده‌است.[۱۵] سالانه میلیاردها تن گاز CO2 از سوزاندن سوخت‌های فسیلی آزاد می‌شود.[۱۶] روند افزایش گاز CO2 در اتمسفر زمین در حال شتاب گرفتن است.[۱۷][۱۸]
- کربن مونوکسید (CO)- گازی بی‌بو و بی‌رنگ و سمی است که بر اثر سوخت ناقص مواد ایجاد می‌شود. گاز خارج شده از اگزوز خودروها عامل اصلی ورود کربن منواکسید به اتمسفر می‌باشد.
- اکسیدهای گوگرد (SOx) - مهم‌ترین آنها گوگرد دی‌اکسید با فرمول شیمیایی SO2 است. زغال‌سنگ و سوخت‌های نفتی مقداری گوگرد نیز در خود دارند و سوختن آن‌ها دی‌اکسید گوگرد تولید می‌کند.
- اکسیدهای نیتروژن (NOx) - مهم‌ترین آن‌ها نیتروژن دی‌اکسید با فرمول شیمیایی NO2 است؛ که بر اثر سوخت در دماهای بالا تولید می‌شوند. نیتروژن دی‌اکسید بویی تند و زننده دارد و رنگ قهوه‌ای دیده شده بر فراز آسمان شهرهای بزرگ ناشی از این گاز است.
- ترکیبات آلی فرار - این ترکیب‌ها به دو دسته متان و غیر متان‌ها تقسیم می‌شوند. متان گاز اصلی تشکیل‌دهنده گاز طبیعی است و اثر گلخانه‌ای بسیار نیرومندی دارد. بقیه ترکیبات آلی فرار هم اثرات گلخانه‌ای قابل توجهی دارند. ترکیبات فرار آروماتیک مثل بنزن و تولوئن اثر سرطانزایی داشته و در معرض آن‌ها قرار گرفتن به‌طور مستمر می‌تواند منجر به سرطان خون شود.
- ذرات معلق به تمامی اجزاء ریز مایع یا جامدی (به جز آب خالص) گفته می‌شود که در جو زمین پراکنده هستند و اندازه میکروسکوپی یا ریزمیکروسکوپی اما بزرگتر از ابعاد مولکولی دارند. ذرات کوچکتر بسیار خطرناکتر هستند چراکه به ریه‌ها نفوذ کرده و برخی از آن‌ها حتی وارد جریان خون می‌شوند و باعث بیماری‌های تنفسی و قلبی مختلف می‌شوند. این ذرات همچنین بر روی خاک و آب نشسته و آلودگی منابع آبی و خاک را موجب می‌شوند.
- کلروفلوئوروکربن‌ها - گازی که عامل اصلی تخریب لایه ازون است و استفاده از ترکیباتی که باعث آزادسازی آن می‌شود امروزه ممنوع شده‌است.
- فلزات سمی مثل سرب و جیوه
- ازون تروپوسفری
- آلودگی مواد پرتوزا
- آمونیاک که بیشتر بر اثر استفاده از کودهای شیمیایی در بخش کشاورزی ایجاد می‌شود.

## اثرات بر روی انسان
در جهان سالیانه ۷ میلیون نفر در اثر آلودگی هوا جان خود را از دست می‌دهند که ۹۰ درصد آنها در کشورهای درحال توسعه هستند. در برخی کشورها تعداد افرادی که در اثر همین عامل جان خود را از دست می‌دهند بیشتر از قربانیان سوانح رانندگی است. این مرگ و میر به‌طور خاص مربوط به آسم، برونشیت، تنگی نفس، سکته قلبی، و آلرژی‌های مختلف تنفسی است.

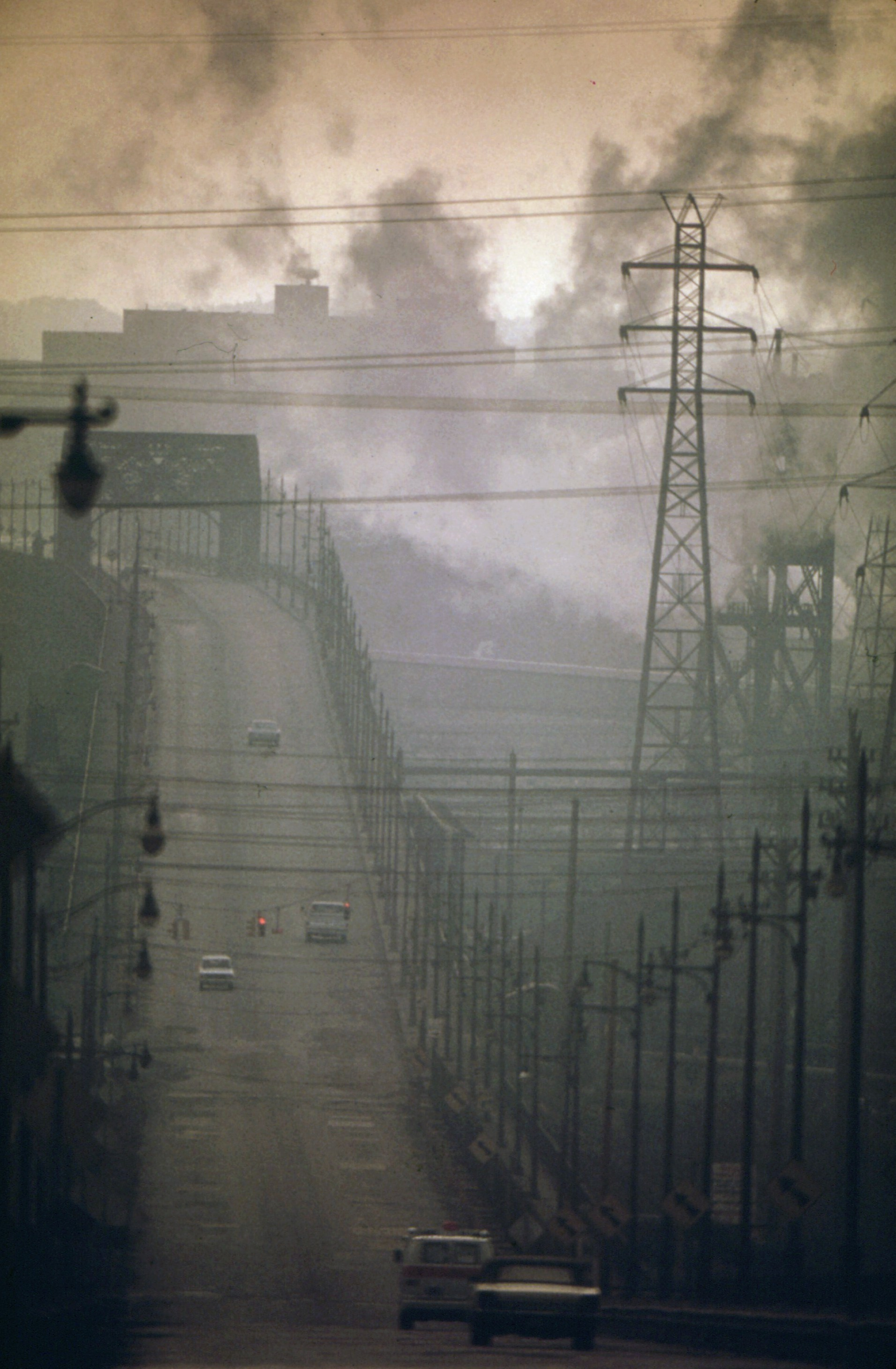
قرار گرفتن در معرض ذرات معلق زیر ۲٫۵ میکرون (PM2.5) بدون هیچ گونه محافظی، می‌تواند مساوی با کشیدن چندین سیگار در روز باشد، و می‌تواند احتمال ابتلا به سرطان را افزایش دهد.

آلودگی هوا به روش‌های گوناگونی می‌تواند آثار زیانبار درازمدت و کوتاه مدتی بر سلامت انسان‌ها بگذارد. تأثیر آلودگی هوا بر افراد مختلف متفاوت است. آسیب‌پذیری برخی افراد در برابر آلودگی هوا بسیار بیشتر از دیگران است. کودکان کم سن و سال و سالمندان بیشتر از دیگران از آلودگی هوا آسیب می‌بینند.
معمولاً میزان آسیب بستگی به میزان قرار گرفتن در معرض مواد شیمیایی زیانبار مانند تماس با آلاینده‌ها و غلظت مواد شیمیایی دارد. صدمات ریوی ناشی از هوای آلوده به اوزون، خطری است که هر ۳ نفر از ۵ نفر با آن روبرو هستند.
متخصصان معتقدند که موادی که از طریق هوای آلوده وارد محیط می‌شوند دارای ترکیباتی هستند که باعث نابودی بافت‌های مختلف بدن خواهد شد. این مواد از طریق ریه، پوست، مخاط بدن، مخاط چشم، گوش، بینی و دستگاه گوارش، وارد بدن شده و باعث تخریب سلول‌های بدن می‌شود. در واقع تجمع این مواد در بدن هنگام آلوده بودن هوا به دلیل داشتن اکسیژن ناپایدار و واکنش با یک سلول، آن را اکسید می‌کند.
ویتامین ای از ویتامین‌های محلول در چربی است که همچون ویتامین ث خاصیت آنتی‌اکسیدان دارد و اثر شیمیایی مخربی را که آلودگی هوا بر بافت‌های بدن وارد می‌کند را از بین می‌برد.

## آمار

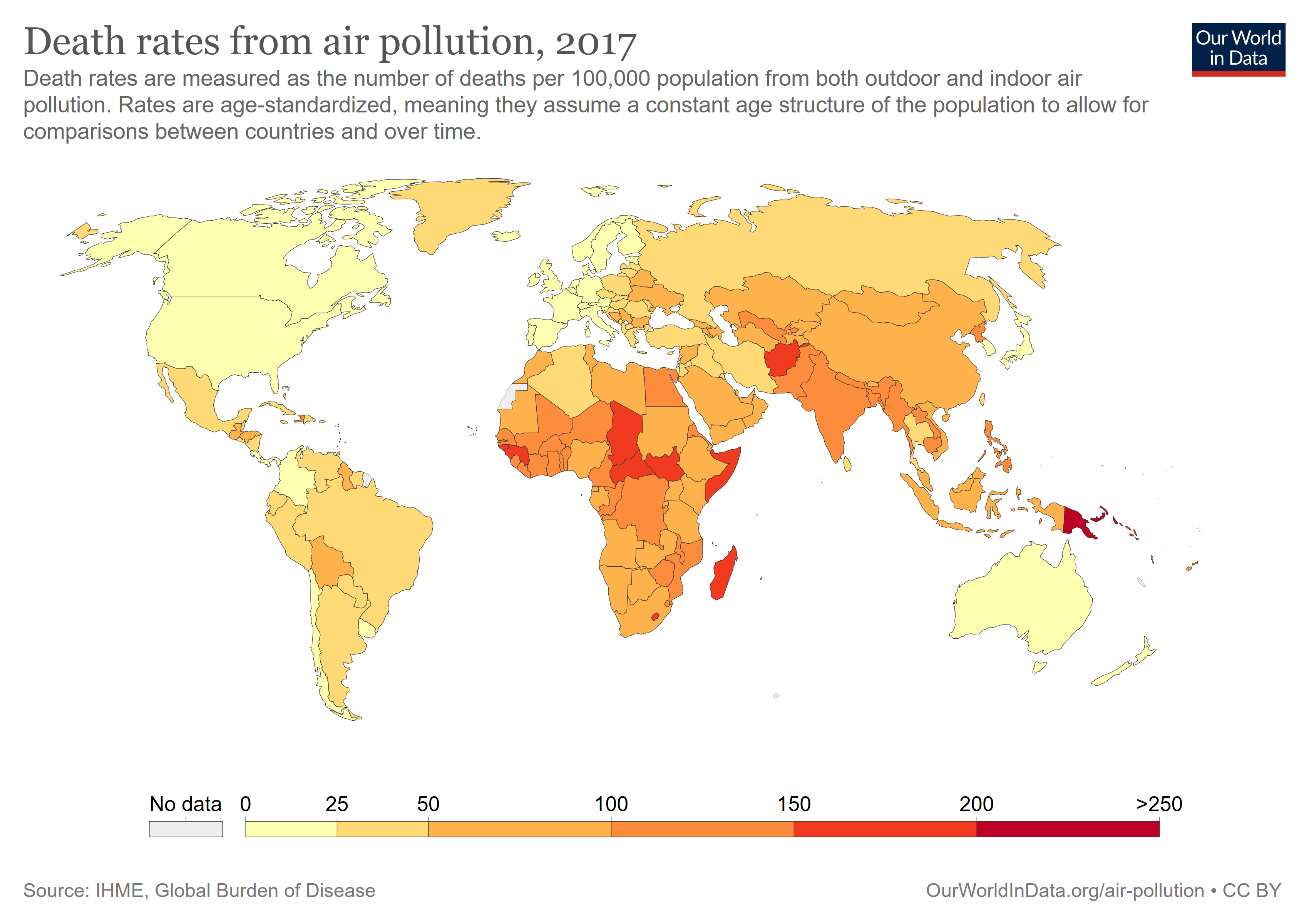
نقشه جهانی تعداد مرگ‌ومیر در اثر آلودگی هوا (مجموع داخل و خارج ساختمان) به ازای هر ۱۰۰ هزار نفر جمعیت در سال ۲۰۱۷.

آلودگی هوا یکی از مهم‌ترین عوامل مرگ‌ومیر در جهان است که سالانه ۵ میلیون مرگ به آن ارتباط داده می‌شود. آلودگی هوا به ۹٪ مرگ و میر در سراسر جهان نسبت داده می‌شود. همچنین یکی از عوامل خطرزا برای افزایش بیماری است. بیشترین میزان مرگ‌ومیر ناشی از آلودگی هوا در کشورهای کم درآمد-تا-متوسط اتفاق می‌افتد و تا بیش از ۱۰۰ برابر اختلاف در سراسر جهان متغیر است. در سطح جهانی، میزان مرگ و میر ناشی از آلودگی هوا در حال کاهش است. این امر عمدتاً نتیجه پیشرفت در زمینه مقابله با آلودگی محیط داخل ساختمان بوده‌است. ۶٪ از مرگ و میرها در کشورهای کم درآمد به آلودگی هوای داخل خانه نسبت داده می‌شود.
در سال ۲۰۱۵، ۹ میلیون نفر در جهان به دلیل بیماری‌های غیرعفونی ناشی از آلودگی هوا مثل بیماری‌های قلبی، سکته مغزی و سرطان ریه جان خود را از دست داده‌اند که تقریباً تمام (۹۲ درصد) این مرگ‌ها در کشورهای کم درآمد یا با درآمد متوسط و کشورهایی که دارای جهش اقتصادی بوده‌اند (مانند هند) رخ داده‌است.
در میان کشورهای جهان، برونئی، سوئد و فنلاند کمترین میزان مرگ ناشی از آلودگی و بنگلادش، سومالی و چاد بالاترین میزان را آلودگی دارند. در آمریکا ۱۵۵ هزار مورد (۵٫۸ درصد)، در بریتانیا پنجاه هزار مورد (هشت درصد) و در ایران ۴۸ هزار مورد مرگ (۱۲٫۵ درصد) ناشی از آلودگی است.
در سال ۹۵ بیش از ۴۸۰۰ نفر در تهران بر اثر آلودگی هوا جان خود را از دست داده‌اند.
۱۰ شهر آلوده جهان در سال ۲۰۱۸:
1. گورگان (هند)
2. قاضی‌آباد (هند)
3. فیصل‌آباد (پاکستان)
4. فریدآباد (هند)
5. بیوادی (هند)
6. نویدا (هند)
7. پاتنا (هند)
8. ختن (چین)
9. لکهنو (هند)
10. لاهورا (پاکستان)

## باران اسیدی

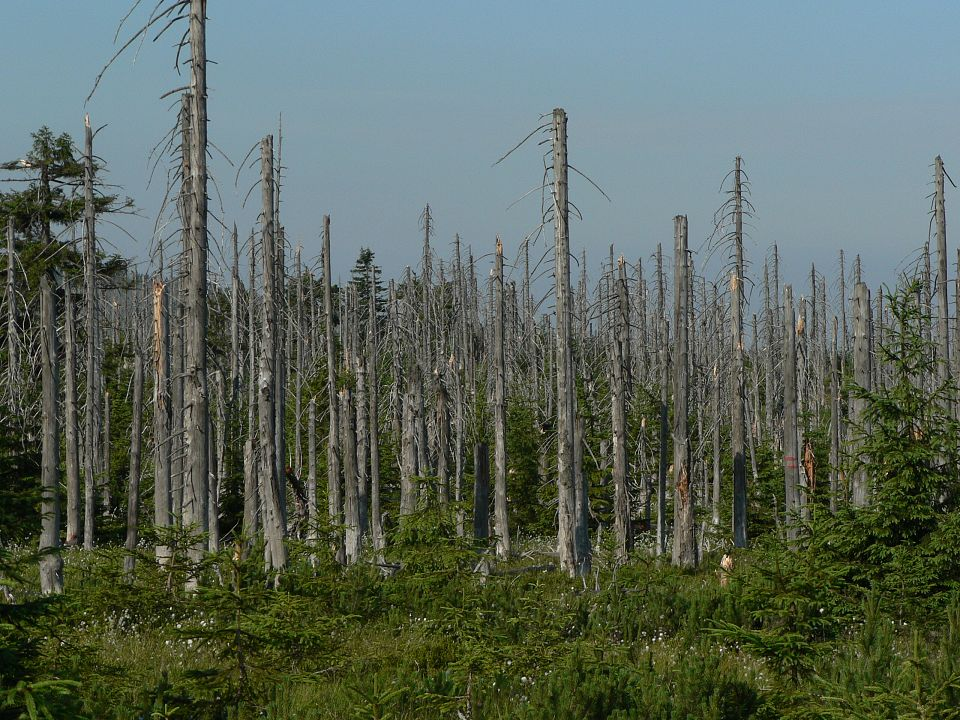
اثر باران اسیدی بر روی درختان

یکی از آثار و نتایج آلودگی هوا باران اسیدی است. باران اسیدی به پدیده‌هایی مانند مه اسیدی و برف اسیدی که با مقادیر قابل توجهی اسید از آسمان همراه هستند، گفته می‌شود. باران هنگامی اسیدی می‌شود که میزان پی‌اچ آب آن کمتر از ۵٫۶ باشد. این مقدار پی‌اچ بیانگر تعادل شیمیایی به وجود آمده میان کربن دی‌اکسید و حالت محلول آن یعنی بی‌کربنات (HCO3) در آب خالص است. باران اسیدی دارای نتایج زیانبار اکولوژیکی بر سلامتی انسان، حیوانات و پوشش گیاهی دارد.

منشأ شکل‌گیری باران‌های اسیدی

باران‌های اسیدی از گازهای گوگرد دی‌اکسید و از خانواده اکسید نیتروژن خروجی از دود اگزوز اتومبیل‌ها و کارخانه‌ها ایجاد می‌شود. این گازها در اتمسفر زمین با بخار آب واکنش داده و اسیدهایی مانند سولفوریک اسید و نیتریک اسید را تشکیل می‌دهند.

## فجایع تاریخی
در مه‌دود بزرگ سال ۱۹۵۲ میلادی شهر لندن، تعداد ۴۰۰۰ نفر در مدت چند روز در اثر غلظت بالای آلاینده‌های هوا جان باختند.

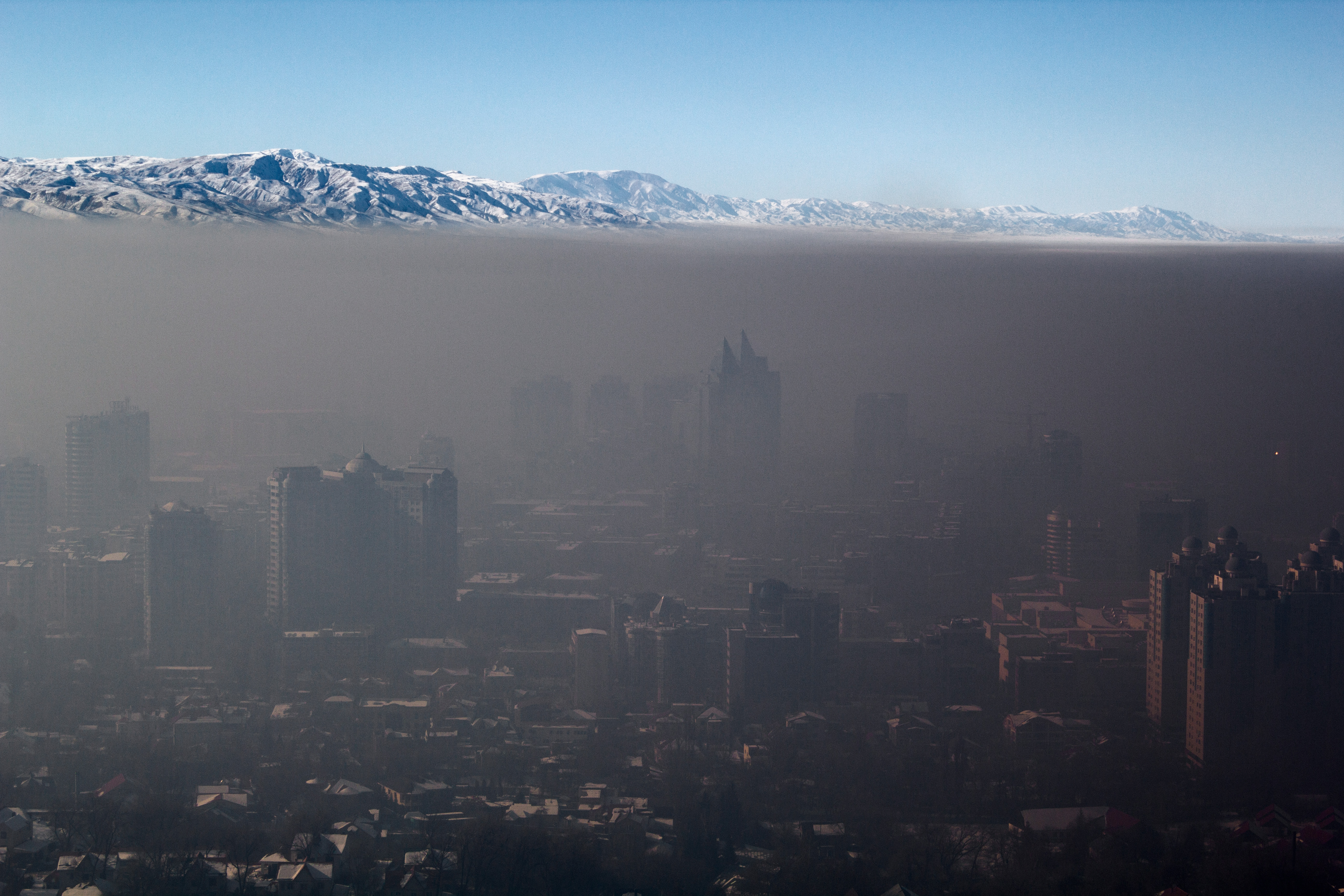
مه دود به دام افتاده توسط وارونگی دما در شهر آلماتی، قزاقستان

در سال ۱۹۴۸ میلادی در اثر وارونگی هوا در شهر دونورا در ایالت پنسیلوانیا مه دود غلیظی باعث مرگ ۲۰ نفر شد. تا ۱۰ سال بعد از این حادثه آمار مرگ و میر در این شهر بسیار بالاتر از شهرهای اطراف بوده‌است.

## بررسی‌های آماری
براساس گزارش سال ۲۰۱۴ سازمان جهانی بهداشت حدود ۷ میلیون نفر به علت آلودگی هوا در سال ۲۰۱۴ جان خود را از دست داده‌اند که این رقم دو برابر پیش‌بینی‌ها است. از این هفت میلیون نفر، ۴٫۳ میلیون نفر به علت آلودگی هوای خانه‌ها در اثر دود و آلودگی ناشی از سوخت و اجاق‌های خوراک‌پزی نامناسب جان باخته‌اند. این آمار همچنین نشان می‌دهد که بیش از سه میلیون و ۷۰۰ هزار نفر بر اثر آلودگی هوا در فضای بیرونی در شهرها و روستاها در سراسر جهان جان خود را از دست داده‌اند.

## راه حل‌های کاهش آلودگی هوا

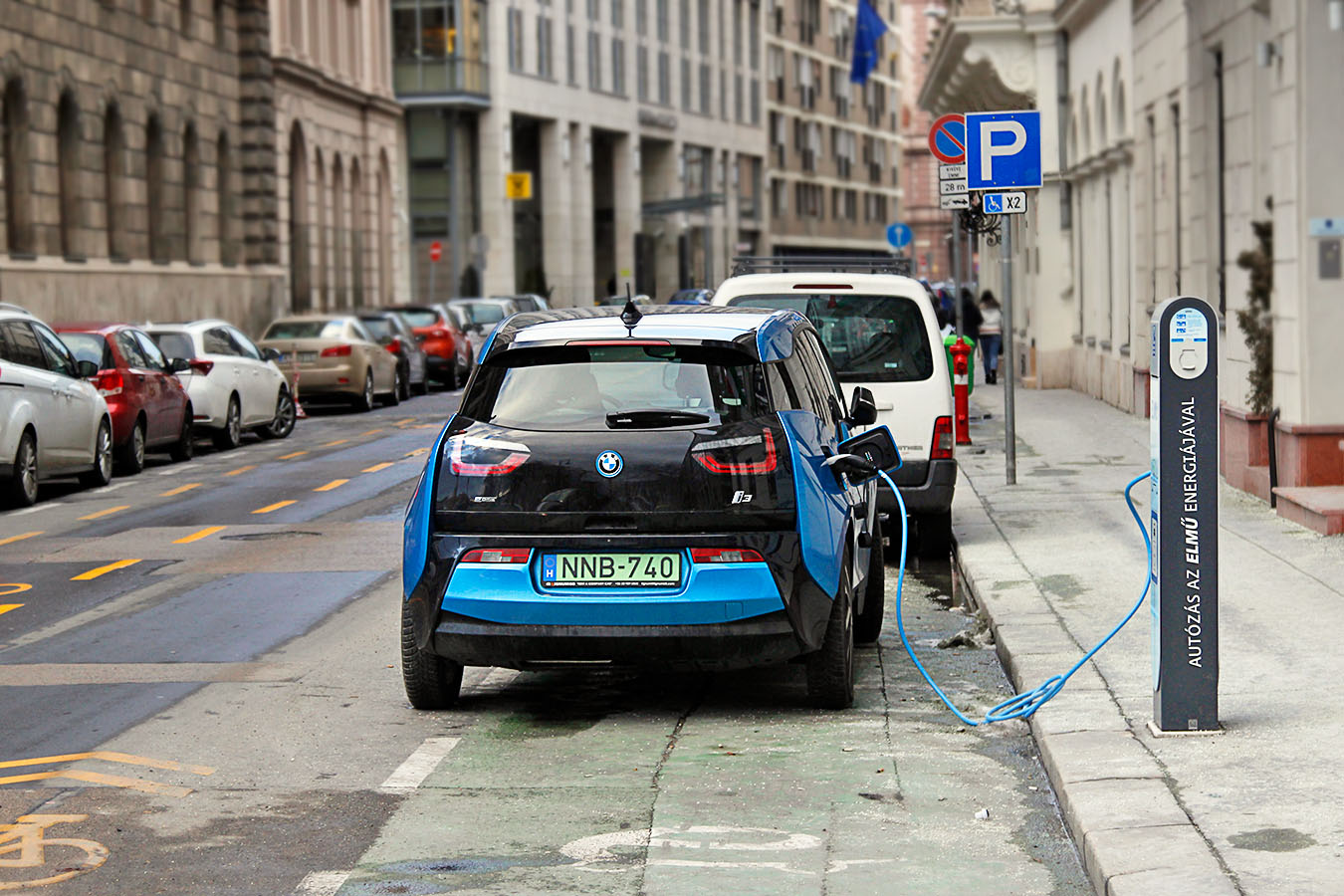
یک خودوری برقی در حال شارژ - استفاده از خودروهای برقی می‌تواند به‌طور چشمگیری آلودگی ناحیه ای را کاهش دهد. با اینکه نیروگاه‌های تولید برق این خودورها خود می‌تواند آلودگی ایجاد کند، اما برق تولید شده توسط نیروگاه‌های هسته ای، آبی، بادی یا خورشیدی هیچ نوع آلودگی هوا ندارد.

استراتژی‌ها و تکنولوژی‌های مختلفی برای کاهش آلودگی هوا وجود دارد. ابتدایی‌ترین مرحله، استفاده صحیح از زمین و برنامه‌ریزی کاربری آن و تعیین و طراحی زیرساخت‌های حمل و نقل می‌باشد. در اکثر کشورهای توسعه یافته، برنامه‌ریزی کاربری اراضی بخش مهمی از سیاست‌های اجتماعی است که تضمین می‌کند از زمین با بهره‌وری مناسب، به نفع اقتصاد و جمعیت گسترده‌تر استفاده می‌شود و همچنین حفاظت از محیط زیست در نظر گرفته شده‌است. یک مطالعه در منچستر انگلستان نشان داد که فرم‌های مختلف شهری میزان تهویه در محیط خیابان را تغییر می‌دهند و این خود بر میزان آلودگی در ارتفاع انسانی و عابر پیاده تأثیر می‌گذارد.
از آنجا که بخش زیادی از آلودگی هوا در اثر احتراق سوخت‌های فسیلی مانند زغال سنگ و نفت ایجاد می‌شود، کاهش استفاده از این سوخت‌ها می‌تواند باعث کاهش شدید آلودگی هوا شود. مؤثرترین این روش‌ها استفاده از منابع انرژی تمیز مانند نیروگاه‌های بادی، انرژی خورشیدی و نیروگاه آبی است که باعث آلودگی هوا نمی‌شوند. جایگزینی خودروهای بنزینی با خودروهایی با سوخت‌های با آلایندگی کمتر مانند خودروهای گازسوز یا استفاده از خودروهای تمام-برقی، می‌تواند به کاهش آلودگی هوا کمک کند.
طبق تحقیقی در سال ۲۰۱۵، استفاده ۱۰۰ درصدی از سوخت‌های تجدیدپذیر می‌تواند از مرگ زودرس ۶۲۰۰۰ نفر در سال، فقط در ایالت متحده آمریکا جلوگیری کند.
بسیاری از کشورها برای میزان انتشار آلاینده‌های خودروها و صنایع، محدودیت‌هایی را اعمال کرده‌اند. این کار از طریق سازمان‌های هماهنگ‌کننده که وظیفه نظارت بر محیط زیست و هوا را به عهده دارند انجام می‌شود. در سازمان ملل متحد برنامه مدیریت جو طرح‌های زیست‌محیطی را در سراسر جهان اجرا می‌کند.
به صورت خلاصه، می توان تجارب جهانی برای راه حل های آلودگی هوا برای محیط های شهری را در این موارد خلاصه نمود:
1. نصب کاتالیست برای خودرو، وسائل حمل و نقل و دیگر دستگاه های احتراقی به منظور کاهش سطح انتشار آلاینده و اجبار رعایت استانداردهای محدودکننده سطح انتشار آلودگی و الزام معاینات فنی
2. حمل و نقل برقی و هوشمند
3. گرمایش برقی (مانند برتری توکیو در این فاکتور نسبت به سئول)
4. تولید برق پاک و تجدیدپذیر
5. مدیریت یا انتقال فعالیتهای مولد آلودگی به بیرون از محیط‏های شهری و تعریف نواحی انتشار محدود
6. استفاده از فناوری های هوشمند برای کاهش نیاز به سفرهای شهری و دیگر فعالیتهای مولد آلودگی
7. تعریف و الزام رعایت استانداردهای زیست محیطی برای سوخت پاک
8. تعریف و الزام رعایت استانداردهای زیست محیطی برای منابع تولید کننده آلودگی
9. نوسازی مستمر ناوگان حمل و نقل و زیرساختهای فناوری مرتبط با احتراق و تولید انرژی

برای مقابله با آلودگی هوا، همکاری یکپارچه بین دستگاه‌های مختلف دولتی و خصوصی در سطوح مختلف منطقه ای، شهری و کشوری الزامی است. سیاست و سرمایه‌گذاری در زمینه‌های مختلفی از قبیل سیستم‌های حمل و نقل و نیروگاه‌های تمیز، خانه‌های با مصرف انرژی بهینه و مدیریت پسماند شهری از اصلی‌ترین عوامل کاهش آلودگی خارج از خانه هستند. برخی راهکارهای سازمان جهانی بهداشت یا WHO برای کاهش آلودگی هوا به شرح زیر می‌باشد:

### حمل و نقل
- اولویت بندی و ایجاد ترانزیت و حمل و نقل پرسرعت شهری، ایجاد شبکه‌ها و مسیرهای پیاده‌روی، حمل و نقل مسافر و باربری ریلی.[۳۶]
- جایگزینی خودورهای دیزلی سنگین قدیمی با خودروهای دیزلی جدید و با آلایندگی کم، هم چنین استفاده از سوخت‌های با درصد گوگرد کم.
- به‌کارگیری قوانین سختگیرانه تر در زمینه میزان آلایندگی خودروها و استانداردهای آنها.

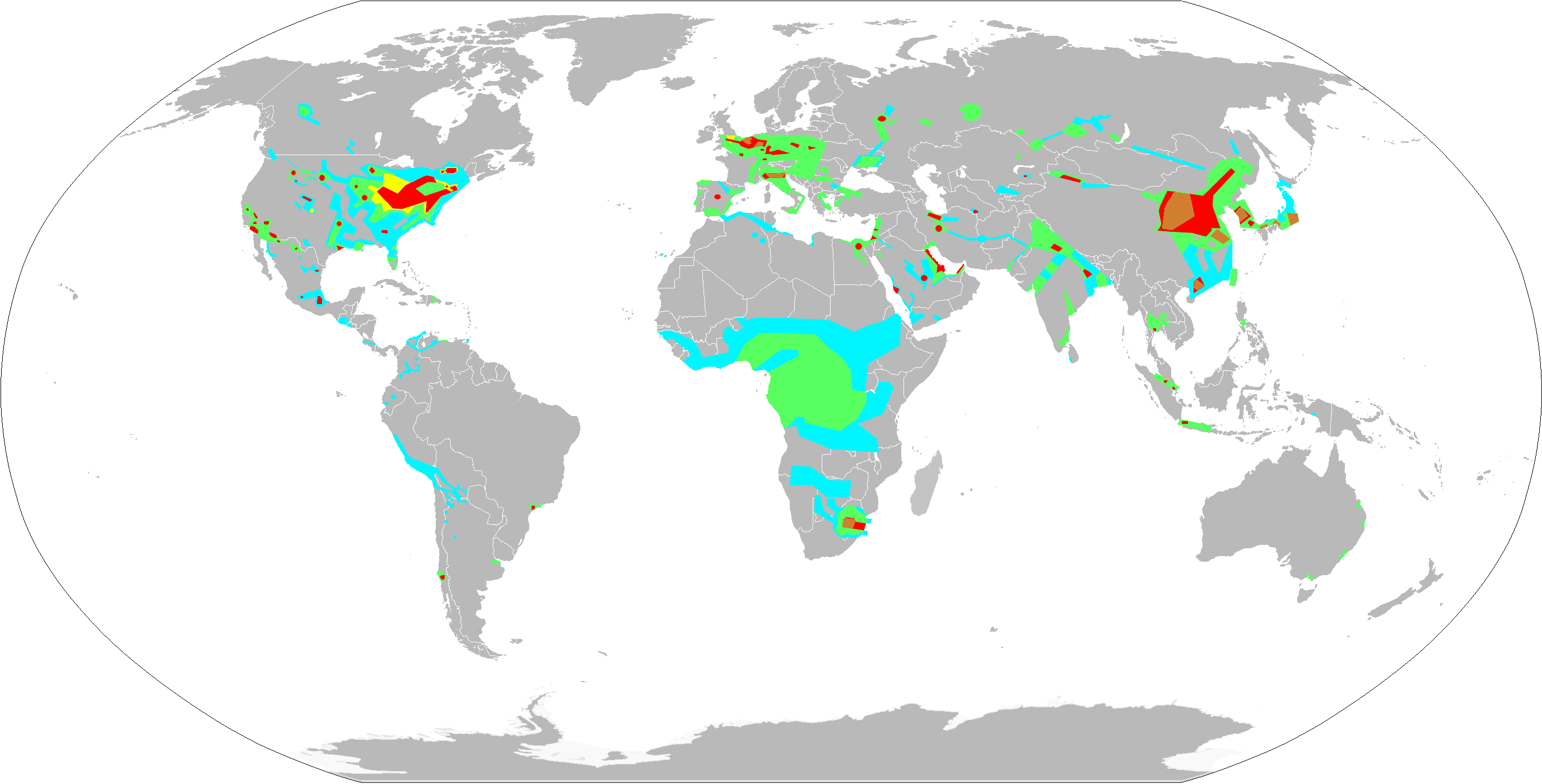
غلظت اندازه‌گیری شده دی‌اکسید نیتروژن از ماهواره ۲۰۰۲–۲۰۰۴

### شهرها
- ساخت شهرها به صورت فشرده و در نتیجه از لحاظ انرژی بهینه تر.[۳۶]
- ساخت محل‌هایی برای پیاده‌روی و دوچرخه سواری ایمن.
- سرمایه‌گذاری در زمینه اتوبوس‌های پرسرعت و سیستم‌های ریلی سبک.
- ساخت محیط‌های سرسبز و پردرخت که به حذف ذرات معلق و حذف اثر جزیره گرمایی کمک می‌کند.[۳۶]

### مدیریت پسماند
- ترویج و تشویق به کاهش تولید زباله، تفکیک زباله، بازیافت یا استفاده مجدد از مواد.
- بهبود روش‌های مدیریت پسماند بیولوژیکی مانند هضم زباله بی هوازی و تولید بیوگاز، که گزینه ای به صرفه به جای سوزاندن زباله‌های جامد است. زمانیکه سوزاندن زباله اجتناب ناپذیر است، استفاده از تکنولوژی‌های جدید با سیستم‌های دقیق کنترل و حذف آلاینده ضروری است.[۳۶]

### صنعت
- بهبود کوره‌های قدیمی آجرپزی و کوره‌های پخت کُک، که مقادیر زیادی کربن سیاه انتشار می‌دهند.
- استفاده از فناوری‌های جدید که آلاینده‌های دودکش‌های بزرگ را کاهش می‌دهد.

### کشاورزی
- سوزاندن کمتر زمین‌های کشاورزی
- تشویق به استفاده از رژیم غذایی سالم‌تر و استفاده از غذاهای پایه گیاهی به جای گوشت‌های قرمز و فراوری شده.[۳۶]
- استفاده از روش آبیاری برنج به صورت دوره ای خشک و تر.[۳۶] (در این روش به جای غرقاب بودن همیشگی زمین‌های کشاورزی برنج، به صورت دوره ای آنها را خشک و سپس غرقاب می‌کنند. این کار باعث کاهش مصرف آب و تولید گازهای گلخانه ای می‌شود.[۳۶])
- بهبود مدیریت پسماندهای کشاورزی و کود دامی، از جمله به دام انداختن گاز متان ساطع شده از محل‌های زباله و استفاده از آن به عنوان سوخت.

### راه حل‌های فردی

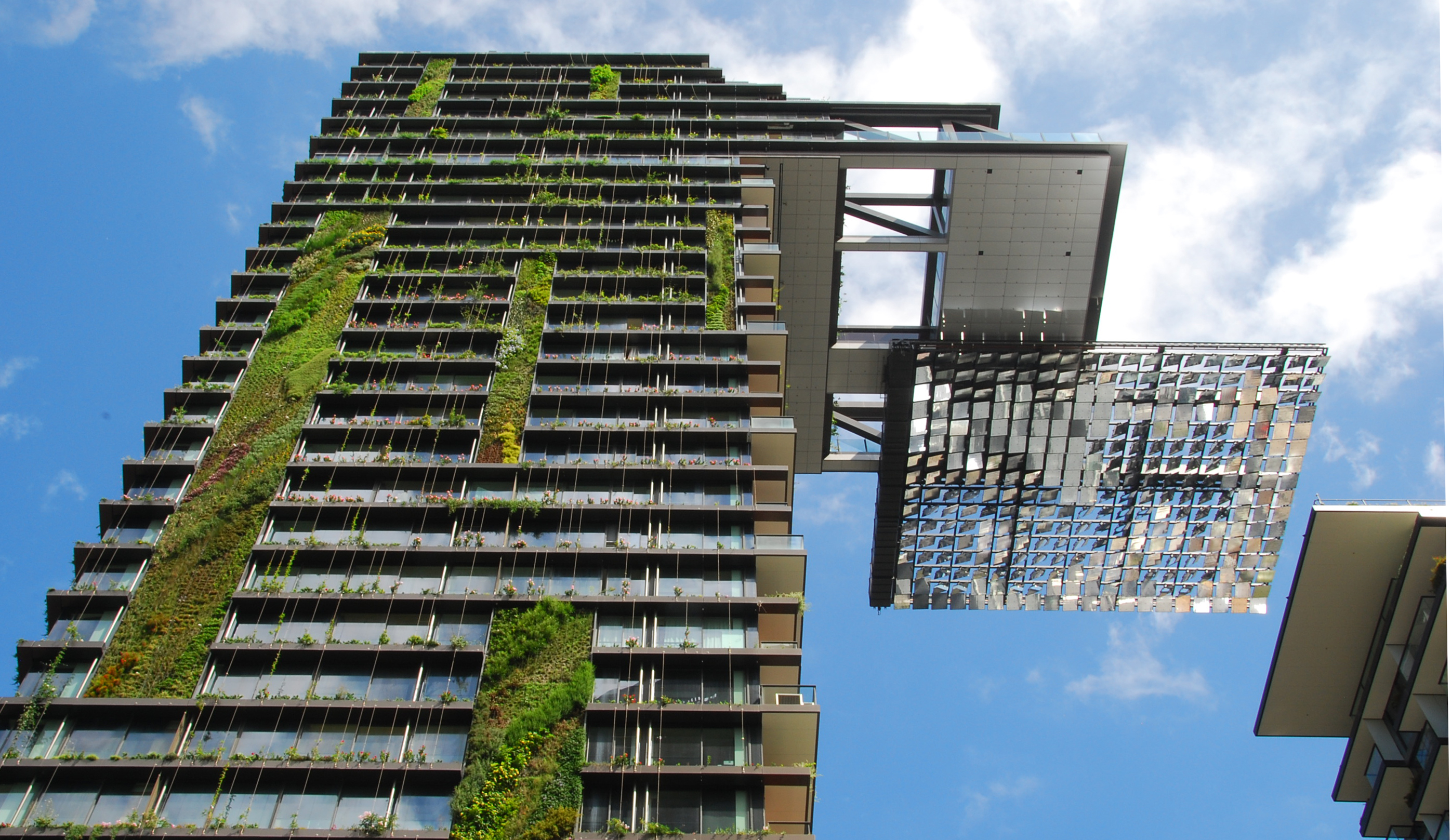
باغچه‌های معلق پارک مرکزی وان در سیدنی

اهمیت و عملیاتی کردن پشت بام سبز و دیوار سبز در ساختمان‌ها که امروزه در دنیا مد نظر است می‌تواند درصد زیادی به کاهش آلودگی هوا کمک کند. گیاهان سبز پشت بام‌ها می‌توانند به عنوان فیلتری برای ذرات معلق عمل کرده و برگ‌های چسبنده می‌توانند ذرات معلق در هوا (PM) را کاهش دهند. همچنین درختان و مخصوصاً شمشادها می‌توانند محدودهٔ پخش شدن آلودگی ناشی از اگزوز خودروها را محدود نمایند.
در روزهای بحرانی آلودگی هوا تا جای ممکن رفت‌وآمد در محدوده‌های مرکزی و پرترافیک شهر اجتناب کنید. استفاده از وسایل حمل و نقل عمومی در سفرهای روزانه درون‌شهری خود را جایگزین خودروهای شخصی نمائید. فعالیت یا بازی کودکان در محیط‌های باز را محدود نمائید؛ و افراد مسن یا افراد با بیماریهای قلبی، ریوی نظیر آسم، برونشیت مزمن و نارسائی قلبی از خروج از خانه اجتناب نمایند.
آلودگی هوا در بینی و سینوس رسوب می‌کند و با تأثیر بر مخاط‌های بینی باعث ایجاد مشکلات زیادی برای افراد می‌شود. در این روزها که افراد در شهرها با آلودگی هوا سر و کار دارند بهتر است که بینی و سینوس خود را چندین بار در روز شستشو دهند. مخصوصاً کسانی که عمل جراحی بینی انجام داده‌اند یا آلرژی دارند، این شستشو برای جلوگیری از تشدید مشکلات نقش کلیدی و اساسی دارد.
سرم‌های شستشو، بهترین شستشو دهنده می‌باشد که در تمام داروخانه‌ها در دسترس است.